# Lophiosilurus alexandri
Lophiosilurus alexandri — єдиний вид роду Lophiosilurus родини Pseudopimelodidae ряду сомоподібні. Наукова назва походить від lophos, тобто «гребінь», та silouros — «сом».

## Опис
Загальна довжина сягає 72 см при максимальній вазі 5 кг. Голова доволі велика, сильно сплощена зверху. Очі маленькі. Рот дуже великий. Є 3 пари коротеньких вусів. Тулуб масивний, сплощений зверху. Хвостове стебло звужується до хвостового плавця. Спинний плавець короткий та невисокий. Жировий плавець крихітний. Грудні плавці широкі. Черевні та анальний плавці маленькі. Хвостовий плавець широкий, промені розгалужені.
Забарвлення піщане з дрібними темними цяточками. Черево без плям.

## Спосіб життя
Це демерсальні риби. Віддає стоячим водам, перевагу піщаним ґрунтам, в які заривається, влаштовуючи засідки. Живиться великими ракоподібними і рибою.
Самиця відкладає ікру, що мають клейку субстанцію, якого кріпиться до каменів. Про нею піклується самець.

## Розповсюдження
Є ендеміком Бразилії. Мешкає в басейні річки Сан-Франсиску. Також впроваджено в річці Ріо-Досі.